# Bruce Gertz
Bruce David Gertz (* 15. Dezember 1952 in Providence) ist ein amerikanischer Bassist des Modern Jazz. Als Hochschullehrer bildete er zahlreiche Bassisten, wie Victor Bailey, Kai Eckhardt, Skúli Sverrisson, Peter Herbert, Matt Garrison oder Jaromír Honzák aus.

## Leben und Wirken
Gertz wuchs in Cranston in einer musikalischen Familie auf. Mit zehn Jahren begann er mit Gitarrespiel; mit vierzehn Jahren wechselte er auf die Bassgitarre, um sich später vermehrt dem Kontrabass zu widmen. Er spielte zunächst Rockmusik und Blues, später entdeckte er den Jazz. Nach der Highschool und dem New England College besuchte er von 1972 bis 1976 das Berklee College of Music, wo er bei John LaPorta, Herb Pomeroy, Gary Burton, Michael Gibbs, William Curtis und John Neves studierte. 
1975 begann er selbst in Berklee zu lehren, wo er seit 1976 eine Professur innehat. Daneben spielte er mit seiner eigenen Gruppe, mit ConBrio, Mike Stern und George Garzone, ging aber auch mit Billy Eckstine, Maynard Ferguson, Marlena Shaw, Gary Burton, Dave Brubeck und Jerry Bergonzi auf Tournee. Weiter nahm er mit Mick Goodrick, Miles Donahue, Caught in the Act und Greg Hopkins 16 Piece auf und spielte Lehrvideos ein. Auch trat er mit Musikern wie Gil Evans, Danilo Pérez, Donald Byrd, Diane Schuur, Tom Harrell, Joe Lovano, Bill Frisell, Lee Konitz, Oliver Lake, Kenny Werner oder Eric Kloss auf.

## Preise und Auszeichnungen
Viermal wurde Gertz zwischen 1987 und 1992 als herausragender Bassist mit dem Boston Music Award geehrt. Seine Alben Blueprint, Third Eye und Discovery Zone wurden für Outstanding Jazz nominiert. Die Komposition Blueprint erhielt 1992 beim Billboard Song Contest den dritten Preis.

## Diskographische Hinweise
- Bob Kaufman-Bruce Gertz-Jerry Bergonzi: The Line Between
- Blueprint (mit John Abercrombie, Jerry Bergonzi, Joey Calderazzo, Adam Nussbaum; Freelance 1991)
- Third Eye
- Discovery Zone
- Red Handed

## Buchveröffentlichungen
- Mastering the Bass. Book 1 (Mel Bay Publications)
- Walkin (Bruce Gertz Music)
- 22 Contemporary Melodic Studies for Electric Bass Vol. 1 (Bruce Gertz Music)
- Let's Play Rhythm (Advance Music)